# Bela murva
Bela murva (znanstveno ime Morus alba) je listopadno drevo iz družine murovk z užitnimi plodovi, ki izvira iz Kitajske.

## Opis
Bela murva zraste od 10 do 18 metrov visoko in ima nepravilno razvejano široko krošnjo. Skorja drevesa je sprva siva, nato pa postane podolgem razpokana in rjava. 
Listi so na veje nameščeni premenjalno, nasajeni pa so na žlebastem peclju, ki ima na bazi podporni list. Obe strani lista sta gladki in živo zeleni, oblika listov pa je jajčasto koničasta in trikrpa. Rob je nazobčan. Na mladih vejah so listi lahko dolgi do 30 cm, na starejših vejah pa so običajno dolgi med 5 in 15 cm. 
Cvetovi so enospolni. Moški so združeni v valjasta socvetja - mačice, ženski pa v kroglaste mačice. Moške so dolge med 2 in 3,5 cm, ženske pa med 1 in 2 cm. Oplojeni cvetovi se razvijejo v bela, rožnata ali vijolična soplodja, dolga med 1 in 2,5 cm, ki so sladka že, ko še niso zrela. 

## Razširjenost in uporabnost
Belo murvo so v Evropo najverjetneje zanesli v 12. stoletju, predvsem zaradi sviloprejk, ki se prehranjujejo samo z murvinim listjem.  Danes izjemno dobro uspeva v sredozemskih državah, saj ima rada sončne lege. Razmnožuje se s semeni in s potaknjenci. Semena naokrog raznašajo ptice, ki se rade hranijo s sladkimi sadeži.